# خامه‌دان

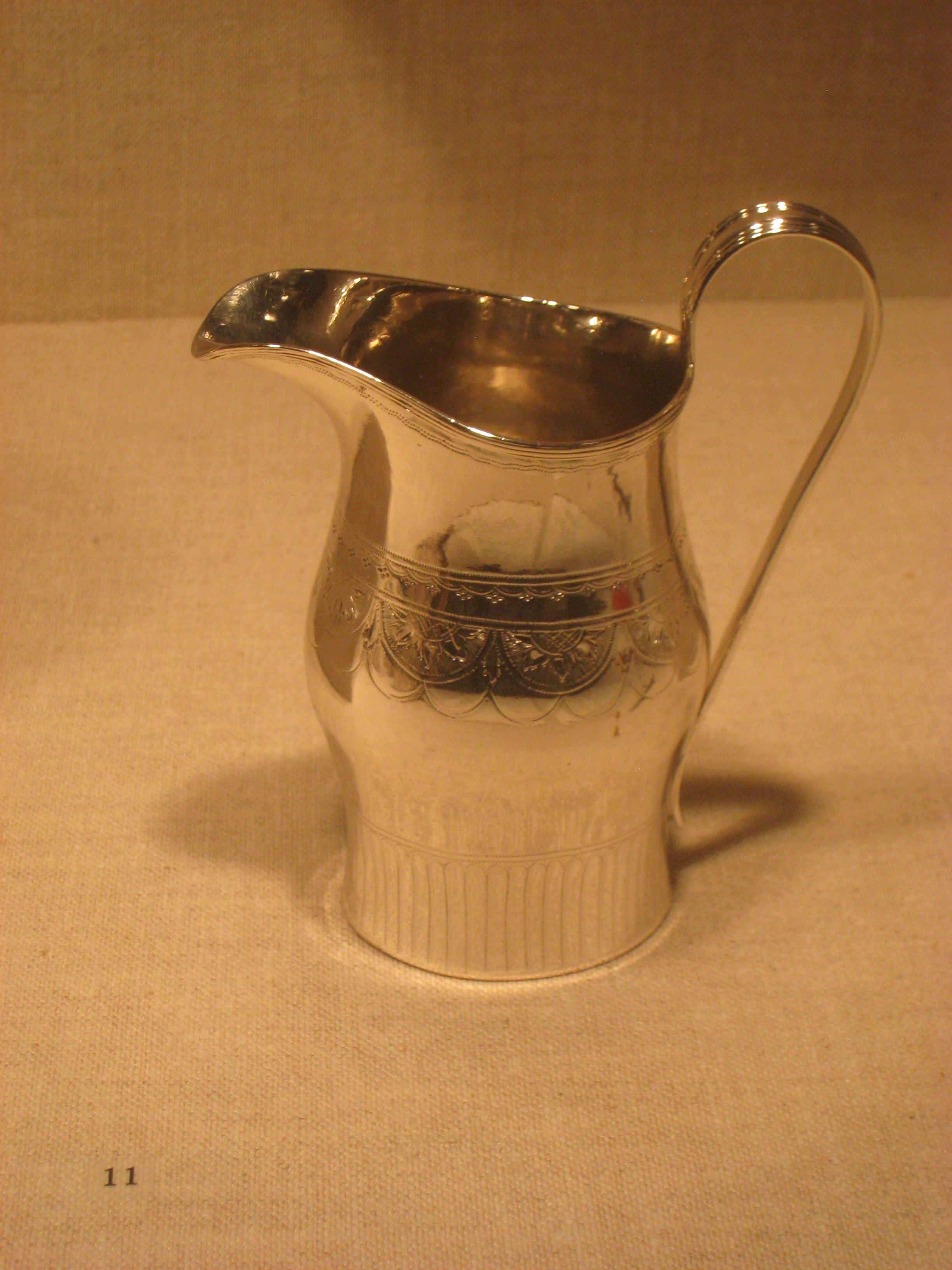
خامه‌دان متعلق به حدود سال ۱۸۰۰

خامه‌دان یا ظرف سس، ظرف یا گنجانه کوچکی است که در آن شیر، خامه، سرکه، آبلیمو، سس و نظایر آن را می‌ریزند. در کنار فنجان قهوه و چای در این ظرف شیر ریخته می‌شود و سرو می‌گردد. خامه‌دان‌ها ممکن است سرامیکی، نقره‌ای، شیشه‌ای، رسی و... باشند. از این ظروف برای ریختن سس، آبغوره، آبلیمو و سرکه هم استفاده می‌گردد.